# Julius Chan
Julius Chan, född 29 augusti 1939 på Tangaön, New Ireland, död 30 januari 2025 i Huris på New Ireland, var premiärminister i Papua Nya Guinea 11 mars 1980 – 2 augusti 1982, 20 augusti 1994 – 27 mars 1997 samt 2 juni – 22 juli 1997. Sedan 2007 var han parlamentsledamot och guvernör för provinsen New Ireland.